# Giulești

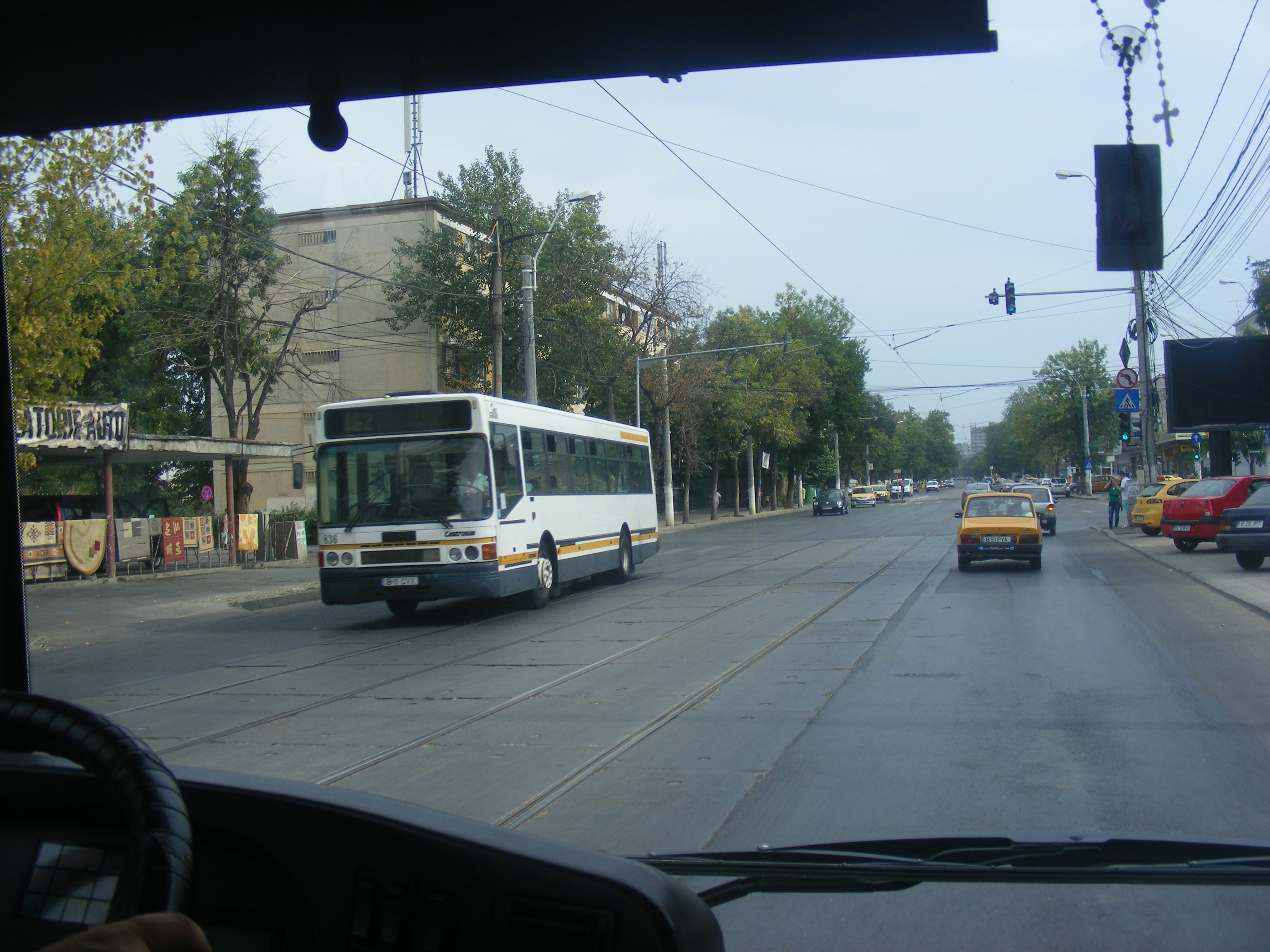
Imagen típica del barrio.

Para el municipio de Giulești, véase Giulești (Maramureș).
Giulești (pronunciado /ʤju.leʃtʲ/) es un barrio del noroeste de Bucarest, en el Sector 6. En este barrio se encuentran el Estadio Giulești, el Teatro Giulești y el Podul Grant. En el Estadio Giulești (oficialmente "Valentin Stănescu") ejerce como local el Rapid Bucarest, un equipo de fútbol de Rumanía.
La zona ha estado habitada durante milenios y da su nombre a la cultura neolítica de Giulești-Boian. En la Edad Media era una aldea, que más tarde pasó al municipio de Chiajna y en 1939 fue incorporada a Bucarest.